# Pirámide alimentaria

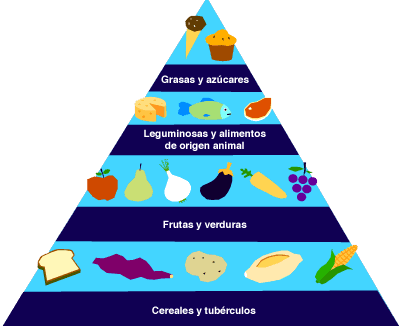
Pirámide de los alimentos recomendada para una dieta equilibrada.

La pirámide alimenticia, pirámide alimentaria, o también llamada pirámide nutricional, es una guía alimentaria que hace referencia a la cantidad y frecuencia de consumo de los diferentes grupos de alimentos, recomendados para consumir diariamente por las autoridades sanitarias para mantener saludable a una determinada población. Estas guías se basan en los continuos estudios científicos que se plasman de manera sencilla para su rápida y fácil comprensión. Existen diversas pirámides creadas por los distintos países en base a los distintos patrones de consumo de las diferentes poblaciones y por tanto difieren entre ellas. Sin embargo, todas comparten el mismo objetivo: promover y acercar a la población la salud pública y prevenir enfermedades crónicas. Por tanto, aunque cada una tiene sus propias recomendaciones la mayoría suelen coincidir en las siguientes :
- Aumentar el consumo de frutas y verduras.
- Controlar el consumo de grasas, especificando reducir el consumo de grasas saturadas y sustituir las grasas de origen animal por grasas de origen vegetal.
- Reducir el consumo de alimentos y bebidas con alto contenido en azúcar.
- Reducir la ingesta de sal.
- Limitar el consumo de carne procesada, conservas y otros alimentos procesados.
- El agua debe ser la bebida principal para una adecuada hidratación.
- Limitar mucho el consumo de alcohol.
- Realizar actividad física a diario.[1]

Esta representación sirve como instrumento para dar una referencia de la proporción que el cuerpo humano necesita para mantener una dieta equilibrada de forma global. Se recomienda que la ingesta diaria de calorías provenga en un 50% de carbohidratos (variable en función de la actividad física), 30% de grasas y 20% de proteínas, y se consuman vitaminas, minerales y fibras, aunque esto puede variar en función de la población. La definición de la pirámide ha sido criticada porque su composición podría haber sido influida por grupos de presión de empresas de alimentación, y por no indicar con claridad el máximo y el mínimo número de raciones recomendadas para cada grupo. Además, estas guías a veces pueden llevar a confusiones por la forma en la que se representan y por ello son revisadas y modificadas para ofrecer a la población información nutricional actualizada.
La olla alimenticia es una derivación de la pirámide alimenticia la cual contiene una referencia gráfica de la cantidad de los diferentes grupos de alimentos que debemos consumir diariamente para mantenerse saludables. Además, existen otros formatos de guías alimentarias que pueden facilitar la comprensión de las recomendaciones nutricionales en cada país.

## Origen

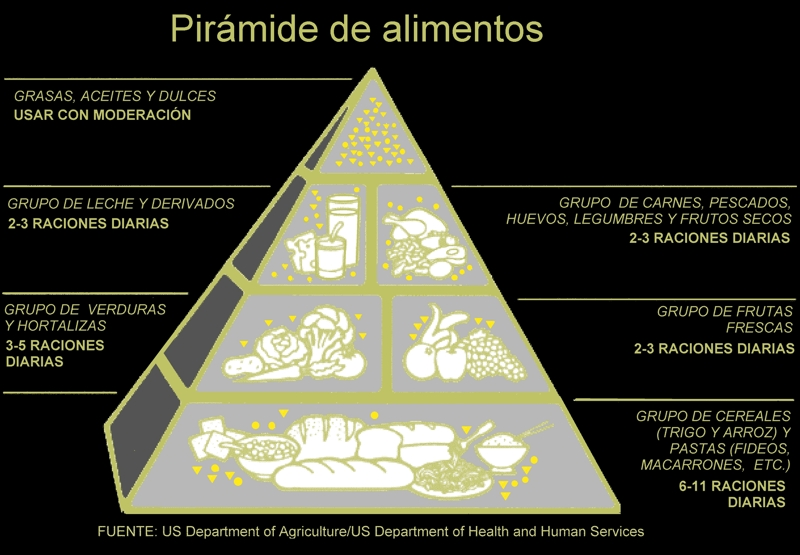
Antigua pirámide alimentaria propuesta en 1992 para la población estadounidense (fuente: Departamento de Agricultura de EE. UU.).

Aunque las primeras pirámides alimenticias fueron creadas a comienzos de la década de 1970, posiblemente la más conocida es la versión introducida por el Departamento de Agricultura de los Estados Unidos en 1992, (revisada y actualizada en 2005, como "MyPyramid"), mostró la importancia del ejercicio físico, y que fue, a su vez, posteriormente sustituido por MiPlato (MyPlate) en 2011.

### Pirámide en Estados Unidos

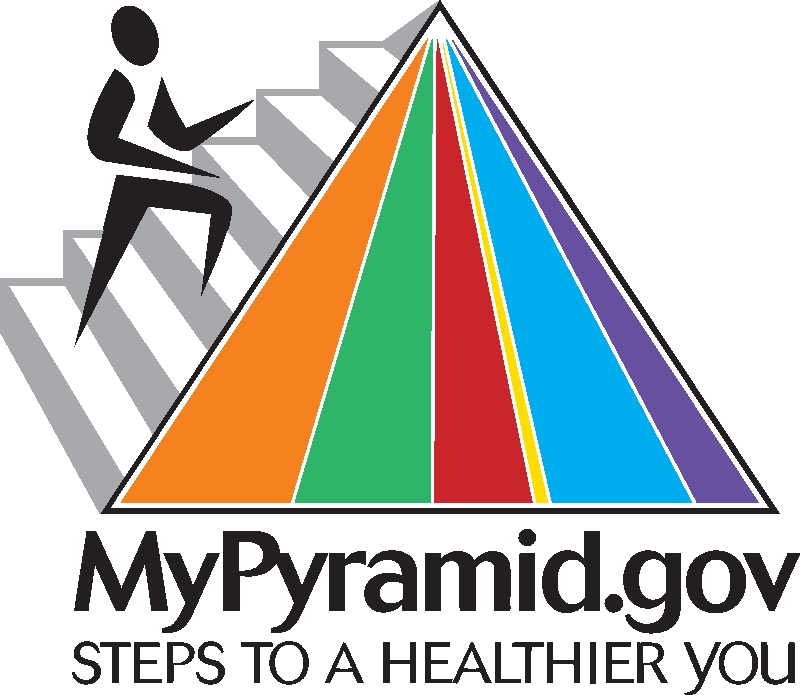
Nueva pirámide alimentaria propuesta para la población norteamericana

Es una nueva pirámide donde se mantienen los 6 grupos de alimentos, pero se han sustituido las zonas horizontales por 6 franjas verticales de distintos colores que, de izquierda a derecha, representan:
- Naranja: cereales y derivados, preferentemente integrales.
- Verde: verduras y legumbres frescas.
- Rojo: frutas frescas.
- Amarillo: aceites y grasas.
- Azul: productos lácteos.
- Morado: carnes, pescados y legumbres secas.

Se realizó además un modelo interactivo denominado “MYPYRAMID” que permite confeccionar a cada persona su propia pirámide, utilizando la tecnología digital de Internet.
Aunque esta nueva pirámide ha mejorado algunas de las limitaciones de la original (se realizan distinciones entre las grasas beneficiosas y las menos recomendables o se incentiva el consumo de carnes magras frente a las carnes blancas), no está exenta de inconvenientes para su uso por parte de los consumidores. A día de hoy otras guías alimentarias han sustituido a "MyPyramid", como es el caso del modelo "MyPlate". 

### En otros países
En otros países se ha mantenido la estructura antigua para el diseño de la correspondiente pirámide alimenticia. En los países mediterráneos la pirámide de la dieta mediterránea se ha actualizado para adaptarse al estilo de vida actual en una nueva pirámide. Se recomiendan unas proporciones de los distintos grupos de alimentos, y además se incorpora la manera de seleccionarlos, cocinarlos y de consumirlos.
En España se han propuesto diversos modelos actualizados de la pirámide alimentaria, según el modelo tradicional. Esta pirámide está dividida en dos grandes zonas: la próxima a la base, que contiene los alimentos de consumo diario, y la próxima al vértice, que recoge los alimentos de consumo ocasional. En la pirámide española se incluyen recomendaciones de realizar actividad física diaria y de consumir agua, además de incluir el consumo opcional y moderado en adultos de bebidas fermentadas de baja graduación alcohólica (vino/cerveza/sidra), debido a sus propiedades beneficiosas para la salud con consumos moderados.
En 2013, Nutrition Australia, propuso una nueva pirámide de la alimentación. Nutrition Australia es una organización no gubernamental, sin ánimo de lucro, con oficinas en toda Australia, que tiene como objetivo promover la salud y el bienestar de todos los australianos. Este esquema le da prioridad a las frutas y verduras ocupando la base de la pirámide. Con esta opción, es más fácil conseguir la ingesta de, al menos, 5 piezas de frutas y verduras al día. En el 2.° nivel de la pirámide dan prioridad a los cereales integrales como mejores propuestas. En el tercer nivel, se incluyen las proteínas destacando la proteínas saludables y en el cuarto nivel, las grasas saludables como el aceite de oliva o el aguacate.
En Corea del Sur, el Ministerio de Salud y Bienestar, junto con otros organismos gubernamentales, desarrolló las Guías Alimentarias Generales en 2016, tras varias actualizaciones desde su primera publicación en 1991. Estas directrices están orientadas a adultos sanos y promueven una dieta equilibrada y segura adaptada al estilo de vida coreano. Como representación gráfica, se utiliza la Rueda del Equilibrio Alimentario (Food Balance Wheels), elaborada por la Sociedad Coreana de Nutrición, que muestra cinco grupos de alimentos (cereales, verduras, frutas, productos animales y lácteos) y destaca la importancia del agua y la actividad física. Entre sus mensajes clave se incluyen: consumir una dieta variada, moderar la ingesta de sal, azúcar y grasa, evitar los excesos y fomentar las comidas familiares con alimentos locales.
En Argentina, la tradicional pirámide alimentaria fue actualizada en 2000 con la implementación de las Guías Alimentarias para la Población Argentina (GAPA), elaboradas por el Ministerio de Salud con el objetivo de promover hábitos de alimentación saludables adaptados al contexto social, cultural y nutricional del país. Estas guías proponen la incorporación diaria de alimentos de cinco grupos esenciales: frutas y verduras; cereales, legumbres y papas; leche, yogur y quesos; carnes y huevos; y aceites, frutas secas y semillas. La guía de 2016 destaca el yogur por su alto aporte de calcio, proteínas y micronutrientes, promoviendo su consumo regular.

### Pirámide invertida o triángulo de la nutrición
El Instituto Flamenco para una Vida Saludable de Bélgica elaboró en 2015 un triángulo en vez de una pirámide. Además, este triángulo está invertido, es decir, está colocado con un vértice mirando hacia abajo. Lo han llamado Voedingsdriehoek cuya traducción es triángulo de la nutrición. Está dividido en 3 peldaños. El superior y de mayor tamaño recoge las hortalizas, frutas y verduras además de las legumbres, cereales integrales, semillas y frutos secos. El peldaño central, más pequeño que el anterior, recoge pescados, lácteos y leches fermentadas, carnes blancas, huevos y el queso. En el peldaño más pequeño e inferior solo se encuentra la mantequilla y las carnes rojas.
Este triángulo presenta como novedad un círculo exterior de color rojo con el mensaje «tan poco como sea posible» y en él se incluyen las bebidas alcohólicas, las bebidas ricas en azúcar, los embutidos y carnes procesadas, la sal y alimentos ricos en azúcar tales como chocolates, pasteles y galletas.
El Instituto Flamenco para un Vida Saludable ofrece además 4 principios básicos:
- La base de la comida la constituyen alimentos frescos.
- Limita la presencia de alimentos de origen animal.
- Cuanto menos alimentos procesados mejor.
- La bebida ha de ser principalmente agua.

### Otras propuestas

Pirámide alimentaria vegana según las recomendaciones de la Sociedad dietética estadounidense.

La pirámide alimenticia se ha adaptado incluso para algunos tipos de dietas como la pirámide de la dieta vegetariana.
Además de la representación piramidal, también se han propuesto otros recursos gráficos para la educación nutricional de la población, como la rueda alimentaria, que consiste en mostrar la proporción de los alimentos que deben conformar un menú saludable como es el caso de "MyPlate".
En Venezuela se figuró con un juguete: el trompo, y la analogía gráfica es la pirámide pero invertida. Se llama el «trompo de los alimentos». La cuerda del trompo representa al líquido.
En los últimos años, diversas instituciones han propuesto alternativas a la tradicional pirámide alimentaria. Por ejemplo, la Escuela de Salud Pública de Harvard introdujo el 'Plato para Comer Saludable', que enfatiza la importancia de consumir frutas, verduras, granos integrales y proteínas saludables, además de la ingesta de agua y la reducción de bebidas azucaradas. Sin embargo, su uso ha sido criticado ya que está basado en pautas alimentarias de Estados Unidos y por tanto aleja al resto de países de sus propias  recomendaciones nutricionales y costumbres.

### Guías y sostenibilidad
Actualmente, la adopción de dietas y sistemas alimentarios sostenibles se ha vuelto una necesidad urgente, aunque su implementación enfrenta importantes obstáculos debido al modelo alimentario predominante. Según la FAO, la sostenibilidad en la alimentación no solo implica aspectos nutricionales y ambientales, sino que también considera las dimensiones económicas y socioculturales.
De acuerdo con la FAO (2010), "una dieta sostenible es aquella que tiene un bajo impacto ambiental y favorece la seguridad alimentaria y nutricional, garantizando una vida saludable tanto para las generaciones presentes como futuras. Estas dietas promueven la conservación de la biodiversidad y los ecosistemas, y deben ser culturalmente aceptadas, accesibles, asequibles, equitativas, seguras, saludables y nutricionalmente adecuadas, además de hacer un uso eficiente de los recursos naturales y humanos."
En los últimos años, un número creciente de países ha comenzado a integrar criterios de sostenibilidad en sus políticas alimentarias y en programas de educación para los consumidores, como es el caso de Suecia o Brasil. Dado el alcance normativo y programático de las guías alimentarias, muchas naciones han optado por incluir recomendaciones que fomenten prácticas y elecciones alimentarias sostenibles, especialmente en lo que respecta a la nutrición y el medio ambiente. Entre estas recomendaciones se encuentran: priorizar una alimentación basada en productos de origen vegetal, consumir alimentos locales (los llamados alimentos "Kilómetro cero") y de temporada, minimizar el desperdicio alimentario, elegir pescado proveniente de fuentes sostenibles y cercanas a la zona de residencia y reducir el consumo de carnes rojas y procesadas, productos ultra-procesados y bebidas azucaradas ya que estos productos tienen un impacto mucho mayor que otros alimentos como legumbres y otros productos de origen vegetal .